# Курсель-сюр-Вель
Курсе́ль-сюр-Вель (фр. Courcelles-sur-Vesle) — коммуна во Франции, находится в регионе Пикардия. Департамент коммуны — Эна. Входит в состав кантона Фер-ан-Тарденуа. Округ коммуны — Суасон.
Код INSEE коммуны — 02224.

## Население
Население коммуны на 2010 год составляло 345 человек.
| 1962 | 1968 | 1975 | 1982 | 1990 | 1999 | 2010 |
| ---- | ---- | ---- | ---- | ---- | ---- | ---- |
| 227  | 260  | 227  | 222  | 270  | 295  | 345  |

## Экономика
В 2010 году среди 226 человек трудоспособного возраста (15—64 лет) 155 были экономически активными, 71 — неактивными (показатель активности — 68,6 %, в 1999 году было 66,3 %). Из 155 активных жителей работали 129 человек (75 мужчин и 54 женщины), безработных было 26 (13 мужчин и 13 женщин). Среди 71 неактивных 21 человек были учениками или студентами, 18 — пенсионерами, 32 были неактивными по другим причинам.